# Voleibol nos Jogos Olímpicos de Verão de 2004 - Masculino
O torneio masculino de voleibol nos Jogos Olímpicos de Verão de 2004 foi realizado no Estádio da Paz e da Amizade, Atenas, entre 15 e 29 de agosto e organizado pela Federação Internacional de Voleibol (FIVB) em conjunto com o Comitê Olímpico Internacional (COI).

## Medalhistas
O Brasil foi campeão olímpico de voleibol, derrotando a Itália na final. A Rússia ganharam o bronze frente aos Estados Unidos.
|  | BRA Brasil |  | ITA Itália |  | RUS Rússia |
|  | Nalbert Bitencourt Dante Amaral Sérgio Dutra Santos Gustavo Endres Ricardo Garcia Giovane Gávio Gilberto Godoy Filho André Heller Maurício Lima André Nascimento Anderson Rodrigues Rodrigo Santana |  | Matej Černič Alberto Cisolla Paolo Cozzi Alessandro Fei Andrea Giani Luigi Mastrangelo Samuele Papi Damiano Pippi Andrea Sartoretti Ventzislav Simeonov Paolo Tofoli Valerio Vermiglio |  | Pavel Abramov Sergey Baranov Stanislav Dineykin Aleksey Kazakov Vadim Khamuttskikh Taras Khtey Aleksandr Kosarev Aleksey Kuleshov Sergey Tetyukhin Konstantin Ushakov Aleksey Verbov Andrey Yegorchev |

## Qualificação
| Torneio de qualificação           | Data                      | Sede       | Vagas | Qualificados        |  |
| --------------------------------- | ------------------------- | ---------- | ----- | ------------------- |  |
| País-sede                         | 5 de setembro de 1997     | Lausanne   | 1     | Grécia              |  |
| Copa do Mundo de 2003             | 16–30 de novembro de 2003 | Japão      | 3     | Brasil              |  |
| Copa do Mundo de 2003             | 16–30 de novembro de 2003 | Japão      | 3     | Itália              |  |
| Copa do Mundo de 2003             | 16–30 de novembro de 2003 | Japão      | 3     | Sérvia e Montenegro |  |
| Pré-Olímpico da América do Sul    | 9–11 de janeiro de 2004   | Caracas    | 1     | Argentina           |  |
| Pré-Olímpico da Europa            | 5–10 de janeiro de 2004   | Leipzig    | 1     | Rússia              |  |
| Pré-Olímpico da África            | 5–10 de janeiro de 2004   | Túnis      | 1     | Tunísia             |  |
| Pré-Olímpico da América do Norte  | 4–10 de janeiro de 2004   | Caguas     | 1     | Estados Unidos      |  |
| Pré-Olímpico da Ásia e da Oceania | 22–30 de maio de 2004     | Tóquio     | 1     | Austrália           |  |
| Qualificatório Mundial            | 21–23 de maio de 2004     | Matosinhos | 1     | Polônia             |  |
| Qualificatório Mundial            | 22–30 de maio de 2004     | Tóquio     | 1     | França              |  |
| Qualificatório Mundial            | 28–30 de maio de 2004     | Madrid     | 1     | Países Baixos       |  |
| Total                             |                           |            | 12    |                     |  |

↑1  O Segundo Qualificatório Mundial e o Torneio Pré-Olímpico Asiático foram disputados concomitantemente.

## Composição dos grupos
A distribuição das equipes pelos grupos é realizada pelo sistema de serpentina baseando-se na posição das equipes no ranking da FIVB em janeiro de 2004.
| Grupo A                 | Grupo B            |
| ----------------------- | ------------------ |
| Grécia (País-sede)      | Brasil (1)         |
| Sérvia e Montenegro (3) | Itália (2)         |
| França (4)              | Rússia (5)         |
| Argentina (8)           | Estados Unidos (6) |
| Polônia (9)             | Países Baixos (12) |
| Tunísia (22)            | Austrália (21)     |

## Fase de grupos
Na fase de grupos, as seleções jogaram entre si repartidas em dois grupos de seis equipas cada. Os quatro melhores apuraram-se para as quartas de final.
Todas as partidas seguem o fuso horário local (UTC+3).
- Placar de 3–0 ou 3–1: 3 pontos para o vencedor, nenhum para o perdedor;
- Placar de 3–2: 2 pontos para o vencedor, 1 para o perdedor.

### Grupo A
|  | Equipes classificadas para as quartas de final |

|     |                     |     | Jogos | Jogos | Jogos | Resultados | Resultados | Resultados | Resultados | Resultados | Resultados | Sets | Sets | Sets  | Pontos | Pontos | Pontos |
| Pos | Equipe              | Pts | T     | V     | D     | 3–0        | 3–1        | 3–2        | 2–3        | 1–3        | 0–3        | V    | P    | R     | V      | P      | R      |
| --- | ------------------- | --- | ----- | ----- | ----- | ---------- | ---------- | ---------- | ---------- | ---------- | ---------- | ---- | ---- | ----- | ------ | ------ | ------ |
| 1   | Sérvia e Montenegro | 11  | 5     | 4     | 1     | 2          | 1          | 1          | 0          | 0          | 1          | 12   | 6    | 2,000 | 427    | 398    | 1.073  |
| 2   | Grécia              | 9   | 5     | 3     | 2     | 1          | 1          | 1          | 1          | 1          | 0          | 12   | 9    | 1.333 | 475    | 454    | 1.046  |
| 3   | Argentina           | 9   | 5     | 3     | 2     | 1          | 1          | 1          | 1          | 1          | 0          | 12   | 9    | 1.333 | 471    | 457    | 1.031  |
| 4   | Polônia             | 8   | 5     | 3     | 2     | 1          | 1          | 1          | 0          | 1          | 1          | 10   | 9    | 1.111 | 422    | 419    | 1.007  |
| 5   | França              | 7   | 5     | 2     | 3     | 1          | 1          | 0          | 1          | 0          | 2          | 8    | 10   | 0.800 | 405    | 394    | 1.028  |
| 6   | Tunísia             | 1   | 5     | 0     | 5     | 0          | 0          | 0          | 1          | 2          | 2          | 4    | 15   | 0.267 | 373    | 451    | 0.827  |

Ordenamento da classificação: 1) Número de vitórias; 2) Pontos; 3) Razão de sets; 4) Razão de pontos; 5) Confronto direto.
| 15 de agosto 09:00 relatório | Sérvia e Montenegro   | 0–3 | Polônia | Estádio da Paz e da Amizade Público: 2,000 Árbitro(s): Bela Hobor (HUN), Luciano Gaspari (ITA) |
| 15 de agosto 09:00 relatório | (21–25, 17–25, 16–25) |     |         | Estádio da Paz e da Amizade Público: 2,000 Árbitro(s): Bela Hobor (HUN), Luciano Gaspari (ITA) |

| 15 de agosto 14:00 relatório | Argentina             | 3–0 | França | Estádio da Paz e da Amizade Público: 2,370 Árbitro(s): Ning Wang (CHN), Hiroyuki Ito (JPN) |
| 15 de agosto 14:00 relatório | (25–15, 25–23, 25–22) |     |        | Estádio da Paz e da Amizade Público: 2,370 Árbitro(s): Ning Wang (CHN), Hiroyuki Ito (JPN) |

| 15 de agosto 19:30 relatório | Tunísia               | 0–3 | Grécia | Estádio da Paz e da Amizade Público: 8,200 Árbitro(s): Valdir Dellaqua (BRA), Fernando Nava (MEX) |
| 15 de agosto 19:30 relatório | (20–25, 14–25, 17–25) |     |        | Estádio da Paz e da Amizade Público: 8,200 Árbitro(s): Valdir Dellaqua (BRA), Fernando Nava (MEX) |

| 17 de agosto 09:00 relatório | Tunísia                             | 2–3 | Argentina | Estádio da Paz e da Amizade Público: 888 Árbitro(s): Ibrahim Al-Naama (QAT), Ryszard Dietrich (POL) |
| 17 de agosto 09:00 relatório | (20–25, 25–23, 16–25, 25–22, 10–15) |     |           | Estádio da Paz e da Amizade Público: 888 Árbitro(s): Ibrahim Al-Naama (QAT), Ryszard Dietrich (POL) |

| 17 de agosto 11:25 relatório | França                | 0–3 | Sérvia e Montenegro | Estádio da Paz e da Amizade Público: 1,000 Árbitro(s): Frank Leuthaeusser (GER), Bela Hobor (HUN) |
| 17 de agosto 11:25 relatório | (21–25, 28–30, 22–25) |     |                     | Estádio da Paz e da Amizade Público: 1,000 Árbitro(s): Frank Leuthaeusser (GER), Bela Hobor (HUN) |

| 17 de agosto 19:30 relatório | Grécia                       | 3–1 | Polônia | Estádio da Paz e da Amizade Público: 8,600 Árbitro(s): Luciano Gaspari (ITA), Jarmo Salonen (FIN) |
| 17 de agosto 19:30 relatório | (21–25, 25–18, 25–21, 25–20) |     |         | Estádio da Paz e da Amizade Público: 8,600 Árbitro(s): Luciano Gaspari (ITA), Jarmo Salonen (FIN) |

| 19 de agosto 14:00 relatório | Polônia               | 0–3 | França | Estádio da Paz e da Amizade Público: 5,230 Árbitro(s): Jarmo Salonen (FIN), Luciano Gaspari (ITA) |
| 19 de agosto 14:00 relatório | (15–25, 18–25, 17–25) |     |        | Estádio da Paz e da Amizade Público: 5,230 Árbitro(s): Jarmo Salonen (FIN), Luciano Gaspari (ITA) |

| 19 de agosto 16:00 relatório | Sérvia e Montenegro   | 3–0 | Tunísia | Estádio da Paz e da Amizade Público: 3,430 Árbitro(s): Abdullah Al-Khelaifi (KSA), Valdir Dellaqua (BRA) |
| 19 de agosto 16:00 relatório | (25–16, 25–18, 25–21) |     |         | Estádio da Paz e da Amizade Público: 3,430 Árbitro(s): Abdullah Al-Khelaifi (KSA), Valdir Dellaqua (BRA) |

| 19 de agosto 19:30 relatório | Argentina                    | 3–1 | Grécia | Estádio da Paz e da Amizade Público: 9,403 Árbitro(s): Mahmoud Abdel Magid (EGY), Patricia Salvatore (USA) |
| 19 de agosto 19:30 relatório | (16–25, 25–21, 25–22, 25–22) |     |        | Estádio da Paz e da Amizade Público: 9,403 Árbitro(s): Mahmoud Abdel Magid (EGY), Patricia Salvatore (USA) |

| 21 de agosto 14:00 relatório | Tunísia                      | 1–3 | Polônia | Estádio da Paz e da Amizade Público: 4,600 Árbitro(s): Patricia Salvatore (USA), Ibrahim Al-Naama (QAT) |
| 21 de agosto 14:00 relatório | (18–25, 25–23, 19–25, 23–25) |     |         | Estádio da Paz e da Amizade Público: 4,600 Árbitro(s): Patricia Salvatore (USA), Ibrahim Al-Naama (QAT) |

| 21 de agosto 16:10 relatório | Argentina                    | 1–3 | Sérvia e Montenegro | Estádio da Paz e da Amizade Público: 4,826 Árbitro(s): Fernando Nava (MEX), Ning Wang (CHN) |
| 21 de agosto 16:10 relatório | (25–21, 17–25, 21–25, 23–25) |     |                     | Estádio da Paz e da Amizade Público: 4,826 Árbitro(s): Fernando Nava (MEX), Ning Wang (CHN) |

| 21 de agosto 19:30 relatório | Grécia                              | 3–2 | França | Estádio da Paz e da Amizade Público: 9,360 Árbitro(s): Umit Sokullu (TUR), Frank Leuthaeusser (GER) |
| 21 de agosto 19:30 relatório | (25–22, 14–25, 26–24, 23–25, 15–10) |     |        | Estádio da Paz e da Amizade Público: 9,360 Árbitro(s): Umit Sokullu (TUR), Frank Leuthaeusser (GER) |

| 23 de agosto 09:00 relatório | França                       | 3–1 | Tunísia | Estádio da Paz e da Amizade Público: 1,860 Árbitro(s): Francisco Medina (CUB), Fernando Nava (MEX) |
| 23 de agosto 09:00 relatório | (25–23, 18–25, 25–19, 25–19) |     |         | Estádio da Paz e da Amizade Público: 1,860 Árbitro(s): Francisco Medina (CUB), Fernando Nava (MEX) |

| 23 de agosto 16:00 relatório | Polônia                             | 3–2 | Argentina | Estádio da Paz e da Amizade Público: 6,295 Árbitro(s): Kun-Tae Kim (KOR), Hiroyuki Ito (JPN) |
| 23 de agosto 16:00 relatório | (25–19, 25–22, 23–25, 22–25, 20–18) |     |           | Estádio da Paz e da Amizade Público: 6,295 Árbitro(s): Kun-Tae Kim (KOR), Hiroyuki Ito (JPN) |

| 23 de agosto 19:30 relatório | Sérvia e Montenegro                 | 3–2 | Grécia | Estádio da Paz e da Amizade Público: 9,415 Árbitro(s): Luciano Gaspari (ITA), Jarmo Salomen (FIN) |
| 23 de agosto 19:30 relatório | (21–25, 38–36, 25–13, 23–25, 15–12) |     |        | Estádio da Paz e da Amizade Público: 9,415 Árbitro(s): Luciano Gaspari (ITA), Jarmo Salomen (FIN) |

### Grupo B
|  | Equipes classificadas para as quartas de final |

|     |                |     | Jogos | Jogos | Jogos | Resultados | Resultados | Resultados | Resultados | Resultados | Resultados | Sets | Sets | Sets  | Pontos | Pontos | Pontos |
| Pos | Equipe         | Pts | T     | V     | D     | 3–0        | 3–1        | 3–2        | 2–3        | 1–3        | 0–3        | V    | P    | R     | V      | P      | R      |
| --- | -------------- | --- | ----- | ----- | ----- | ---------- | ---------- | ---------- | ---------- | ---------- | ---------- | ---- | ---- | ----- | ------ | ------ | ------ |
| 1   | Brasil         | 11  | 5     | 4     | 1     | 1          | 2          | 1          | 0          | 1          | 0          | 13   | 7    | 1.857 | 483    | 431    | 1.121  |
| 2   | Itália         | 11  | 5     | 3     | 2     | 2          | 1          | 0          | 2          | 0          | 0          | 13   | 7    | 1.857 | 465    | 434    | 1.071  |
| 3   | Estados Unidos | 9   | 5     | 3     | 2     | 1          | 2          | 0          | 0          | 2          | 0          | 11   | 8    | 1.375 | 437    | 423    | 1.033  |
| 4   | Rússia         | 9   | 5     | 3     | 2     | 1          | 1          | 1          | 1          | 0          | 1          | 11   | 9    | 1.222 | 452    | 430    | 1.051  |
| 5   | Países Baixos  | 5   | 5     | 2     | 3     | 1          | 0          | 1          | 0          | 1          | 2          | 7    | 11   | 0.636 | 391    | 419    | 0.933  |
| 6   | Austrália      | 0   | 5     | 0     | 5     | 0          | 0          | 0          | 0          | 2          | 3          | 2    | 15   | 0.133 | 331    | 422    | 0.784  |

Ordenamento da classificação: 1) Número de vitórias; 2) Pontos; 3) Razão de sets; 4) Razão de pontos; 5) Confronto direto.
| 15 de agosto 11:00 relatório | Países Baixos                       | 3–2 | Rússia | Estádio da Paz e da Amizade Público: 2,060 Árbitro(s): Umit Sokullu (TUR), Dejan Jovanovic (SCG) |
| 15 de agosto 11:00 relatório | (25–23, 19–25, 17–25, 27–25, 18–16) |     |        | Estádio da Paz e da Amizade Público: 2,060 Árbitro(s): Umit Sokullu (TUR), Dejan Jovanovic (SCG) |

| 15 de agosto 16:00 relatório | Brasil                       | 3–1 | Austrália | Estádio da Paz e da Amizade Público: 1,853 Árbitro(s): Georgios Karampetsos (GRE), Ryszard Dietrich (POL) |
| 15 de agosto 16:00 relatório | (23–25, 25–19, 25–12, 25–21) |     |           | Estádio da Paz e da Amizade Público: 1,853 Árbitro(s): Georgios Karampetsos (GRE), Ryszard Dietrich (POL) |

| 15 de agosto 21:30 relatório | Itália                       | 3–1 | Estados Unidos | Estádio da Paz e da Amizade Público: 5,630 Árbitro(s): Kun-Tae Kim (KOR), Juan Pereyra (ARG) |
| 15 de agosto 21:30 relatório | (25–21, 21–25, 25–17, 25–23) |     |                | Estádio da Paz e da Amizade Público: 5,630 Árbitro(s): Kun-Tae Kim (KOR), Juan Pereyra (ARG) |

| 17 de agosto 14:00 relatório | Austrália             | 0–3 | Rússia | Estádio da Paz e da Amizade Público: 2,815 Árbitro(s): Fernando Nava (MEX), Mahmoud Abdel Magid (EGY) |
| 17 de agosto 14:00 relatório | (17–25, 24–26, 23–25) |     |        | Estádio da Paz e da Amizade Público: 2,815 Árbitro(s): Fernando Nava (MEX), Mahmoud Abdel Magid (EGY) |

| 17 de agosto 16:00 relatório | Estados Unidos        | 3–0 | Países Baixos | Estádio da Paz e da Amizade Público: 3,000 Árbitro(s): Juan Pereyra (ARG), Abdullah Al-Khelaifi (KSA) |
| 17 de agosto 16:00 relatório | (26–24, 25–20, 25–18) |     |               | Estádio da Paz e da Amizade Público: 3,000 Árbitro(s): Juan Pereyra (ARG), Abdullah Al-Khelaifi (KSA) |

| 17 de agosto de 21:45 relatório | Brasil                              | 3–2 | Itália | Estádio da Paz e da Amizade Público: 6,500 Árbitro(s): Ning Wang (CHN), Kun-Tae Kim (KOR) |
| 17 de agosto de 21:45 relatório | (25–21, 15–25, 25–16, 21–25, 33–31) |     |        | Estádio da Paz e da Amizade Público: 6,500 Árbitro(s): Ning Wang (CHN), Kun-Tae Kim (KOR) |

| 19 de agosto 09:00 relatório | Itália                | 3–0 | Austrália | Estádio da Paz e da Amizade Público: 2,950 Árbitro(s): Ibrahim Al-Naama (QAT), Juan Pereyra (ARG) |
| 19 de agosto 09:00 relatório | (25–20, 25–18, 25–21) |     |           | Estádio da Paz e da Amizade Público: 2,950 Árbitro(s): Ibrahim Al-Naama (QAT), Juan Pereyra (ARG) |

| 19 de agosto 11:00 relatório | Países Baixos                | 1–3 | Brasil | Estádio da Paz e da Amizade Público: 4,150 Árbitro(s): Fernando Nava (MEX), Francisco Medina (CUB) |
| 19 de agosto 11:00 relatório | (22–25, 26–24, 21–25, 19–25) |     |        | Estádio da Paz e da Amizade Público: 4,150 Árbitro(s): Fernando Nava (MEX), Francisco Medina (CUB) |

| 19 de agosto 21:45 relatório | Rússia                       | 3–1 | Estados Unidos | Estádio da Paz e da Amizade Público: 4,930 Árbitro(s): Hiroyuki Ito (JPN), Ning Wang (CHN) |
| 19 de agosto 21:45 relatório | (22–25, 25–20, 25–16, 25–23) |     |                | Estádio da Paz e da Amizade Público: 4,930 Árbitro(s): Hiroyuki Ito (JPN), Ning Wang (CHN) |

| 21 de agosto 09:00 relatório | Austrália                    | 1–3 | Estados Unidos | Estádio da Paz e da Amizade Público: 4,580 Árbitro(s): Fotios Lekkas (GRE), Ryszard Dietrich (POL) |
| 21 de agosto 09:00 relatório | (19–25, 25–23, 13–25, 19–25) |     |                | Estádio da Paz e da Amizade Público: 4,580 Árbitro(s): Fotios Lekkas (GRE), Ryszard Dietrich (POL) |

| 21 de agosto 11:20 relatório | Itália                | 3–0 | Países Baixos | Estádio da Paz e da Amizade Público: 6,200 Árbitro(s): Patrick Rachard (FRA), Bela Hobor (HUN) |
| 21 de agosto 11:20 relatório | (25–19, 25–21, 25–20) |     |               | Estádio da Paz e da Amizade Público: 6,200 Árbitro(s): Patrick Rachard (FRA), Bela Hobor (HUN) |

| 21 de agosto 22:20 relatório | Brasil                | 3–0 | Rússia | Estádio da Paz e da Amizade Público: 5,400 Árbitro(s): Hiroyuki Ito (JPN), Kun-Tae Kim (KOR) |
| 21 de agosto 22:20 relatório | (25–19, 25–13, 25–23) |     |        | Estádio da Paz e da Amizade Público: 5,400 Árbitro(s): Hiroyuki Ito (JPN), Kun-Tae Kim (KOR) |

| 23 de agosto 11:15 relatório | Rússia                              | 3–2 | Itália | Estádio da Paz e da Amizade Público: 4,134 Árbitro(s): Frank Leuthaeusser (GER), Patrick Rachard (FRA) |
| 23 de agosto 11:15 relatório | (25–16, 25–22, 22–25, 23–25, 15–13) |     |        | Estádio da Paz e da Amizade Público: 4,134 Árbitro(s): Frank Leuthaeusser (GER), Patrick Rachard (FRA) |

| 23 de agosto 14:00 relatório | Países Baixos         | 3–0 | Austrália | Estádio da Paz e da Amizade Público: 4,120 Árbitro(s): Mahmoud Abdel Magid (EGY), Juan Pereyra (ARG) |
| 23 de agosto 14:00 relatório | (25–22, 25–17, 25–16) |     |           | Estádio da Paz e da Amizade Público: 4,120 Árbitro(s): Mahmoud Abdel Magid (EGY), Juan Pereyra (ARG) |

| 23 de agosto 22:20 relatório | Estados Unidos               | 3–1 | Brasil | Estádio da Paz e da Amizade Público: 3,150 Árbitro(s): Bela Hobor (HUN), Dejan Jovanovic (SCG) |
| 23 de agosto 22:20 relatório | (25–22, 25–23, 18–25, 25–22) |     |        | Estádio da Paz e da Amizade Público: 3,150 Árbitro(s): Bela Hobor (HUN), Dejan Jovanovic (SCG) |

## Fase final
Na fase final as seleções disputaram, no máximo, mais três jogos (para as equipas que discutiram as medalhas), em formato de eliminatória.
|  | Quartas de final    | Quartas de final |                |                | Semifinal           | Semifinal           |  |  | Final        | Final |
|  |                     |                  |                |                |                     |                     |  |  |              |       |
|  | 17 de agosto        |                  |                |                |                     |                     |  |  |              |       |
|  |                     |                  |                |                |                     |                     |  |  |              |       |
|  | Sérvia e Montenegro | 1                |                |                |                     |                     |  |  |              |       |
|  | Sérvia e Montenegro | 1                | 19 de agosto   |                |                     |                     |  |  |              |       |
|  | Rússia              | 3                |                |                |                     |                     |  |  |              |       |
|  | Rússia              | 3                | Rússia         | 0              |                     |                     |  |  |              |       |
|  | 17 de agosto        |                  | Rússia         | 0              |                     |                     |  |  |              |       |
|  |                     | Itália           | 3              |                |                     |                     |  |  |              |       |
|  | Argentina           | Itália           | 3              | 1              |                     |                     |  |  |              |       |
|  | Argentina           |                  | 21 de agosto   | 1              |                     |                     |  |  |              |       |
|  | Itália              | 3                |                |                |                     |                     |  |  |              |       |
|  | Itália              | 3                | Itália         | 1              |                     |                     |  |  |              |       |
|  | 17 de agosto        |                  | Itália         | 1              |                     |                     |  |  |              |       |
|  |                     | Brasil           | 3              |                |                     |                     |  |  |              |       |
|  | Grécia              | Brasil           | 3              | 2              |                     |                     |  |  |              |       |
|  | Grécia              | 19 de agosto     |                | 2              |                     |                     |  |  |              |       |
|  | Estados Unidos      | 3                |                |                |                     |                     |  |  |              |       |
|  | Estados Unidos      | 3                | Estados Unidos | 0              | Disputa pelo bronze | Disputa pelo bronze |  |  |              |       |
|  | 17 de agosto        |                  | Estados Unidos | 0              | Disputa pelo bronze | Disputa pelo bronze |  |  |              |       |
|  |                     | Brasil           | 3              |                |                     |                     |  |  |              |       |
|  | Polônia             | Brasil           | 3              | 0              | Rússia              | 3                   |  |  |              |       |
|  | Polônia             |                  |                | 0              | Rússia              | 3                   |  |  |              |       |
|  | Brasil              | 3                |                | Estados Unidos | 0                   |                     |  |  |              |       |
|  | Brasil              | 3                |                |                | 0                   |                     |  |  |              |       |
|  |                     |                  |                |                |                     |                     |  |  | 21 de agosto |       |
|  |                     |                  |                |                |                     |                     |  |  |              |       |

### Quartas de final
| 25 de agosto 14:00 relatório | Sérvia e Montenegro          | 1–3 | Rússia | Estádio da Paz e da Amizade Árbitro(s): Jarmo Salonen (FIN), Frank Leuthaeusser (GER) |
| 25 de agosto 14:00 relatório | (27–29, 25–23, 25–27, 26–28) |     |        | Estádio da Paz e da Amizade Árbitro(s): Jarmo Salonen (FIN), Frank Leuthaeusser (GER) |

| 25 de agosto 16:30 relatório | Argentina                    | 1–3 | Itália | Estádio da Paz e da Amizade Árbitro(s): Hiroyuki Ito (JPN), Ibrahim Al-Naama (QAT) |
| 25 de agosto 16:30 relatório | (25–22, 22–25, 24–26, 26–28) |     |        | Estádio da Paz e da Amizade Árbitro(s): Hiroyuki Ito (JPN), Ibrahim Al-Naama (QAT) |

| 25 de agosto 19:30 relatório | Grécia                              | 2–3 | Estados Unidos | Estádio da Paz e da Amizade Árbitro(s): Kun-Tae Kim (KOR), Juan Pereyra (ARG) |
| 25 de agosto 19:30 relatório | (20–25, 25–22, 27–25, 23–25, 15–17) |     |                | Estádio da Paz e da Amizade Árbitro(s): Kun-Tae Kim (KOR), Juan Pereyra (ARG) |

| 25 de agosto 22:25 relatório | Polônia               | 0–3 | Brasil | Estádio da Paz e da Amizade Árbitro(s): Ning Wang (CHN), Fernando Nava (MEX) |
| 25 de agosto 22:25 relatório | (22–25, 25–27, 18–25) |     |        | Estádio da Paz e da Amizade Árbitro(s): Ning Wang (CHN), Fernando Nava (MEX) |

### Semifinais
| 27 de agosto 19:30 relatório | Rússia                | 0–3 | Itália | Estádio da Paz e da Amizade Árbitro(s): Bela Hobor (HUN), Patrick Rachard (FRA) |
| 27 de agosto 19:30 relatório | (16–25, 17–25, 16–25) |     |        | Estádio da Paz e da Amizade Árbitro(s): Bela Hobor (HUN), Patrick Rachard (FRA) |

| 27 de agosto 21:30 relatório | Estados Unidos        | 0–3 | Brasil | Estádio da Paz e da Amizade Árbitro(s): Umit Sokullu (TUR), Ryszard Dietrich (POL) |
| 27 de agosto 21:30 relatório | (16–25, 17–25, 23–25) |     |        | Estádio da Paz e da Amizade Árbitro(s): Umit Sokullu (TUR), Ryszard Dietrich (POL) |

### Disputa pelo bronze
| 29 de agosto 12:30 relatório | Rússia                | 3–0 | Estados Unidos | Estádio da Paz e da Amizade Árbitro(s): Kun-Tae Kim (KOR), Valdir Dellaqua (BRA) |
| 29 de agosto 12:30 relatório | (25–22, 27–25, 25–16) |     |                | Estádio da Paz e da Amizade Árbitro(s): Kun-Tae Kim (KOR), Valdir Dellaqua (BRA) |

### Final
| 29 de agosto 14:30 relatório | Itália                       | 1–3 | Brasil | Estádio da Paz e da Amizade Árbitro(s): Hiroyuki Ito (JPN), Ning Wang (CHN) |
| 29 de agosto 14:30 relatório | (15–25, 26–24, 20–25, 22–25) |     |        | Estádio da Paz e da Amizade Árbitro(s): Hiroyuki Ito (JPN), Ning Wang (CHN) |

## Classificação final
Esta foi a classificação final do torneio:
| Pos.              | Equipe              |
| ----------------- | ------------------- |
| Medalha de ouro   | Brasil              |
| Medalha de prata  | Itália              |
| Medalha de bronze | Rússia              |
| 4                 | Estados Unidos      |
| 5                 | Argentina           |
| 5                 | Grécia              |
| 5                 | Polônia             |
| 5                 | Sérvia e Montenegro |
| 9                 | França              |
| 9                 | Países Baixos       |
| 11                | Austrália           |
| 11                | Tunísia             |

## Melhores jogadores
Estes foram considerados os melhores jogadores do torneio, com a maioria de atletas da equipe campeã olímpica:
| - Most Valuable Player (MVP) Giba - Melhor bloqueador Alexei Kuleshov - Melhor levantador Ricardo Garcia - Melhor marcador Andrea Sartoretti - Melhor servidor Andrea Sartoretti | - Melhor receptor Sérgio Dutra Santos - Melhor atacante Dante Amaral - Melhor defensor Sérgio Dutra Santos - Melhor líbero Sérgio Dutra Santos |